# Ferguson Peak (Südgeorgien)
Der Ferguson Peak ist ein 560 m hoher Berg am östlichen Ende Südgeorgiens. Er ragt unmittelbar westlich des Kopfendes der Cooper Bay auf.
Der britische Ornithologe Niall Rankin fotografierte den Berg bei einem Besuch Südgeorgiens im Jahr 1947. Rankin verheimlichte den Ort seiner Aufnahme, da er die damals in der Cooper Bay ansässige Robbenkolonie vor dem Zugriff britischer Robbenjäger schützen wollte. Die Verortung gelang Teilnehmern einer von 1954 bis 1955 dauernden Expedition nach Südgeorgien. Sie benannten den Berg als Fur Seal Peak (englisch für Pelzrobbenspitze). Da inzwischen Bird Island am westlichen Ende Südgeorgien die letzte Pelzrobbenkolonie beheimatete, war diese Benennung irreführend. Das UK Antarctic Place-Names Committee benannte den Berg 1957 nach dem schottischen Geologen David Ferguson (1857–1936), der im Auftrag des Unternehmens Christian Salvesen & Co. zwischen 1911 und 1912 geologische Studien auf Südgeorgien unternommen hatte.